# Renfieldův syndrom
Renfieldův syndrom (někdy označovaný jako klinický vampirismus) je psychický defekt, jenž může přerůst až ve velmi vážné psychické onemocnění. Způsobuje neovladatelnou chuť na krev (spíše lidskou než zvířecí).
Člověk se s touto duševní poruchou může narodit, nebo může vzniknout po vážnějším traumatickém zážitku, se kterým se daná osoba není schopna vyrovnat, a tak v ní postupně narůstá. Většinou jsou základy této nemoci položeny ve věku, kdy se vyvíjí lidská osobnost a charakterové vlastnosti jedince, tedy v útlém věku života.
Příklad vzniku této duševní choroby: Dítě v problematické rodině je fyzicky týráno. Jeden z rodičů jej napadne a způsobí mu krvácející ránu; neošetřené, šokované a dlouhodobě stresované dítě si ránu vysaje a v tu chvíli zjistí, že mu krev docela chutná a že pití krve může být vlastně velmi vzrušující. Toto ještě nemusí nutně znamenat duševní vadu, ovšem časem to v ni může přerůst.

## Fáze Renfieldova syndromu
1. Jedinec pije svou vlastní krev.
2. Jedinec chytá menší zvířata s cílem ochutnat jejich krev, případně pojídá jejich syrové maso.
3. Jedinec se již nespokojí se svou vlastní krví nebo s krví malých živočichů. Saje krev příbuzným, přátelům, náhodně vybraným cizím lidem nebo je schopný se vloupat do krevní banky. Jedinec v pokročilém stadiu této fáze, jemuž již nestačí malé množství krve, je za určitých okolností schopen zabít. Ve třetí fázi již je možné hovořit o duševní poruše v pravém slova smyslu.